# Ramal (Metro de Madrid)
| Ramal                                |  |              |
| Línea 2 · Línea 5                    |  | Ópera        |
| Línea 6 · Línea 10 · Cercanías RENFE |  | Príncipe Pío |

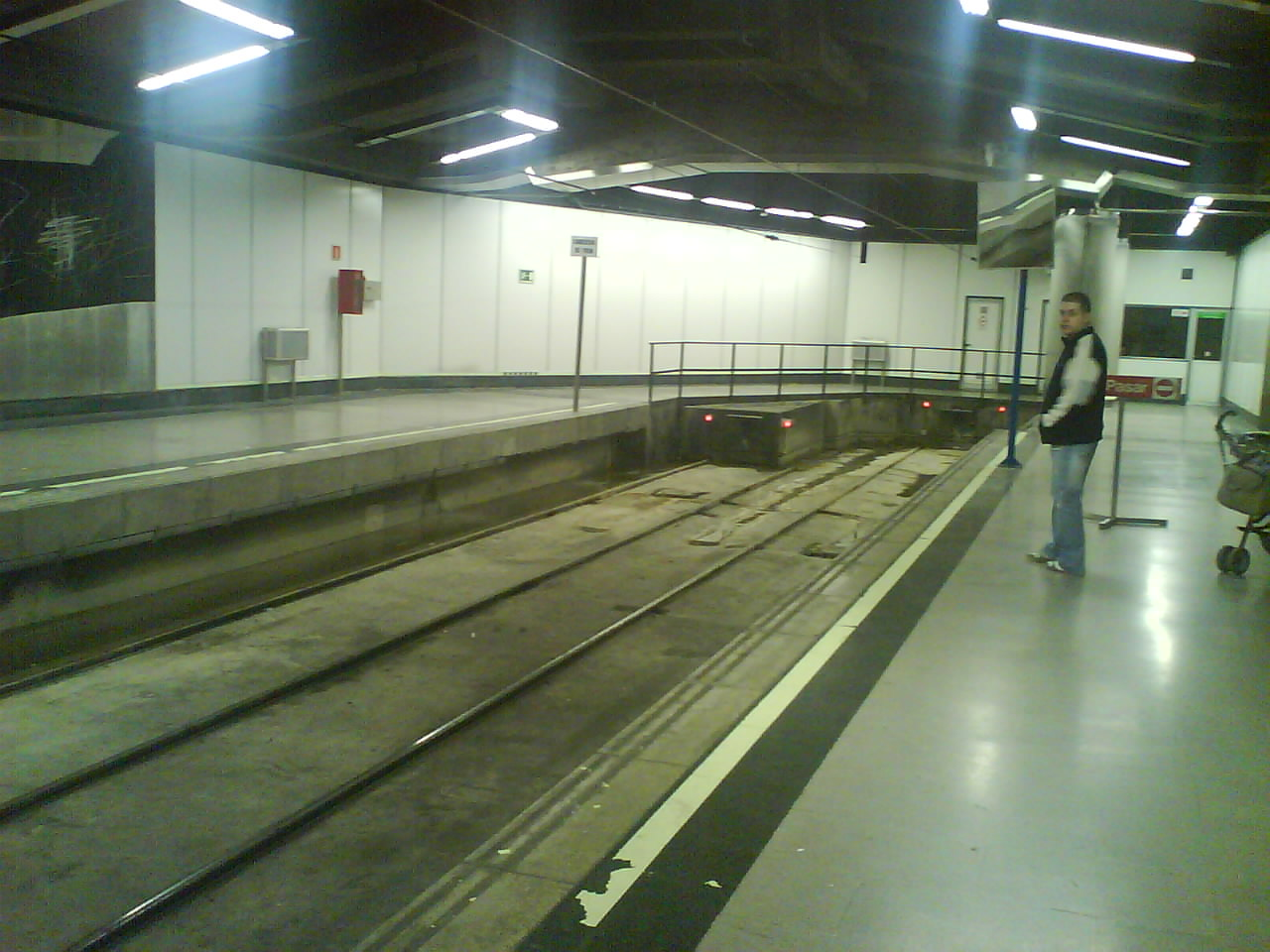
Final da linha Ramal na estação Príncipe Pío.

O Ramal Ópera–Príncipe Pío do Metropolitano de Madrid é uma linha de ligação entre duas estações de metro com 1,1 km de comprimento.

O Ramal do Metro de Madrid foi inaugurado em 27 de dezembro de 1925 entre as estações de Ópera e Príncipe Pío. A construção foi realizada entre 1920–26 junto com a Linha 2. Originalmente unia as estações de Isabel II e Norte. Nos anos 50, foi mudado o nome da estação Isabel II para Ópera, e nos anos 90, a da estação Norte para Príncipe Pío.
O Ramal foi construído com a intenção de melhorar a comunicação com a estação Norte.
Por haver somente duas estações, na linha Ramal há somente dois trens circulando. Entre as duas paradas, as vias se bifurcam, permitindo a circulação de ambos os trens. 

## Ligação externa
- «Página oficial do Metropolitano de Madrid» (em espanhol)